# Список об'єктів, зарезервованих для заповідання в Україні
Відповідно до ст. 55 Закону України «Про природно-заповідний фонд України» з метою недопущення знищення або руйнування в результаті господарської діяльності цінних для заповідання природних територій та об’єктів до прийняття у встановленому порядку рішень про оголошення територій та об’єктів природно-заповідного фонду і виділення необхідних для цього коштів проводиться їх резервування.
Території, що резервуються з метою наступного заповідання, залишаються у віданні їх землевласників та землекористувачів і використовуються за цільовим призначенням з додержанням особливих вимог охорони навколишнього природного середовища, що визначаються рішеннями про резервування. При цьому власникам та користувачам природних ресурсів з метою відшкодування збитків, пов’язаних з обмеженням господарської діяльності, можуть встановлюватися пільги.
Рішення про резервування приймаються органами, уповноваженими приймати рішення про створення й оголошення відповідних територій та об’єктів природно-заповідного фонду.

## Івано-Франківська область
| Назва та категорія                    | Розташування                                                                            | Рішення про резервування                                         | Опис |
| ------------------------------------- | --------------------------------------------------------------------------------------- | ---------------------------------------------------------------- | --- |
| Ботанічний заказник Новицька дубина   | с. Новиця (Калуський район)                                                             | Рішення Івано-Франківського Облвиконкому № 451 від 15.07.1996 р. | Цінний лісовий масив дуба звичайного, з багатим трав’яним покривом та великою кількістю рідкісних видів рослин, в т. ч. із Червоної книги України. Площа – 100 га. |
| Іхтіологічний заказник «Черніївський» | На землях Черніївського водозабору, Тисменицький р-н, стариця р. Бистриця Надвірнянська | Рішення Івано-Франківського Облвиконкому № 451 від 15.07.1996 р. | Місце масового скупчення різноманітних видів риб під час руху у верхів’я річки до нерестовища, де вони легко стають здобиччю браконьєрів. Площа – 20,2 га.         |

## Харківська область
| Назва та категорія                            | Розташування                                 | Рішення про резервування                               | Опис |
| --------------------------------------------- | -------------------------------------------- | ------------------------------------------------------ | --- |
| Гідрологічний заказник Бородоярський          | С. Бородоярське, Балаклійський р-н           | Рішення Харківської обласної ради від 20.11.1997 року. | Унікальне водно-болотне угіддя, місце гніздування сірого журавля. Площа - 167,3 га. |
| Палеонтологічний заказник Гаражівський        | Урочище Гаражівка, Барвінківський р-н        | Рішення Харківської обласної ради від 20.11.1997 року. | Схили правого берега р. Берека. Місце знаходження скам’янілих залишків рослин та комах. Виходи протопопівської та новорайської світи. Площа - 96,6 га. |
| Ботанічний заказник Червонооскільський        | с. Гаврилівка                                | Рішення Харківської обласної ради від 20.11.1997 року. | Крутосхили правого берега Червонооскільського водосховища з унікальною степовою та крейдяною рослинністю. Площа - 215 га. |
| Ґрунтовий заказник Полково-Микитівський       | с. Полкова Микитівка                         | Рішення Харківської обласної ради від 20.11.1997 року. | Ділянка заплави з рідкісними торфово-болотними грунтами. Площа - 23 га. |
| Заповідне урочище Гнилиця                     | с. Гнилиця                                   | Рішення Харківської обласної ради від 20.11.1997 року. | Місце поселення рідкісних рослин. Площа- 5 га. |
| Ентомологічний заказник Розбита Гора          | Урочище Розбита гора, Великобурлуцький район | Рішення Харківської обласної ради від 20.11.1997 року. | Схили балки, вкриті різнотрав’ям. Місце поселення корисних комах-запилювачів. Площа- 2,5 га. |
| Ентомологічний заказник Вовківський           | Урочище Вовкове, Великобурлуцький район      | Рішення Харківської обласної ради від 20.11.1997 року. | Місце поселення корисних комах-запилювачів сільськогосподарських культур. Площа - 5 га. |
| Ґрунтовий заказник Манцівський                | с. Манцівка                                  | Рішення Харківської обласної ради від 20.11.1997 року. | Крутосхили з рідкісними ґрунтами – чорноземами солонцюватими на щільних глинах. Площа - 100 га. |
| Ентомологічний заказник Сіроярський           | селище Сірий Яр                              | Рішення Харківської обласної ради від 20.11.1997 року. | Схили яружно-балкової системи. Місце поселення корисних комах-запилювачів. Площа - 2,4 га. |
| Ентомологічний заказник Хатнєвський           | с. Хатнє                                     | Рішення Харківської обласної ради від 20.11.1997 року. | Степові схили з цілинною рослинністю, де мешкає низка видів комах-запилювачів сільськогосподарських культур. Площа - 130 га. |
| Ботанічний заказник Новомлинський             | Між с. Красне Перше та Новомлинськ           | Рішення Харківської обласної ради від 20.11.1997 року. | Водно-болотні угіддя в долині р. Оскіл. Місце зростання рідкісних, ендемічних та занесених до Червоної книги України видів рослин. Площа - 125,8 га. |
| Ботанічний заказник Кривеньківський           | урочище Кривеньке, Дворічанський район       | Рішення Харківської обласної ради від 20.11.1997 року. | Ділянка, де зростають цінні лікарські рослини. Площа - 36,2 га. |
| Ботанічний заказник Коноплянівка              | урочище Коноплянівка Дворічанський район     | Рішення Харківської обласної ради від 20.11.1997 року. | Місце зростання рідкісних, ендемічних та реліктових видів рослин, занесених до Червоної книги України. Площа - 8 га. |
| Ботанічний заказник Оскільський               | смт Дворічне                                 | Рішення Харківської обласної ради від 20.11.1997 року. | Заплава р. Оскіл з комплексом водно-болотної та лучної рослинності. Площа - 250 га. |
| Гідрологічний заказник Новопекельний          | с. Нове Пекельне                             | Рішення Харківської обласної ради від 20.11.1997 року. | Ділянка заплави з угрупованнями справжніх та засолених луків, прибережно-водною та водною рослинністю та заплавною дібровою, а також степові схили правого берега річки Оріль з угрупованнями справжніх та чагарникових степів. На луках зростають тюльпан дібровний, на степових схилах – ковили волосиста та дібровна. у заплавній діброві - Рястка Буше (ЧКУ). Площа - 5000 га. |
| Гідрологічний заказник Залінійний             | с. Залінійне                                 | Рішення Харківської обласної ради від 20.11.1997 року. | Заплава р. Оріль з озерами, старицями, болотами, з комплексом лучної, водно-болотної рослинності. Площа - 196 га |
| Ботанічний заказник Шелудьківський            | с. Шелудьківка                               | Рішення Харківської обласної ради від 20.11.1997 року. | Два заплавних озера р. Сіверський Донець – Мале і Велике Крячкувате з рідкісними для України солелюбними водними угрупованнями рослин та тварин. Площа - 100 га |
| Загальнозоологічний заказник Горіла Долина    | с. Шелудьківка, смт Лиман, смт Комсомольське | Рішення Харківської обласної ради від 20.11.1997 року. | Два заплавних озера р. Сіверський Донець – Мале і Велике Крячкувате з рідкісними для України водно-болотними, солончаковими та лучними комплексами, де мешкають рідкісні види тварин. площа - 900 га. |
| Ґрунтовий заказник Зідьківський               | с. Зідьки                                    | Рішення Харківської обласної ради від 20.11.1997 року. | Схили з рідкісним ґрунтом – болотним солонцюватим. Площа - 120 га. |
| Ботанічний заказник Пролетарський             | с. Височинівка                               | Рішення Харківської обласної ради від 20.11.1997 року. | Місце зростання рідкісних видів рослин. Площа - 1 га. |
| Гідрологічний заказник Миргородський          | с. Тимченки, Миргороди                       | Рішення Харківської обласної ради від 20.11.1997 року. | Заплава р. Мож з болотами, старицями та комплексом водно-болотної, лучної рослинності та відповідним тваринним світом |
| Орнітологічний заказник Феськівський          | с. Феськи                                    | Рішення Харківської обласної ради від 20.11.1997 року. | Добре збережений фауністичний комплекс з рідкісними видами птахів. Площа - 30 га. |
| Загальногеологічний заказник Донецький        | с. Донецьке                                  | Рішення Харківської обласної ради від 20.11.1997 року. | Відслонення юрських порід на правому березі р. Сіверський Донець. Площа - 10 га. |
| Комплексна пам’ятка природи Городнянська      | с. Городнє                                   | Рішення Харківської обласної ради від 20.11.1997 року. | Балка, закріплена від обвалів терасами цегляної кладки. Створюється акустичний ефект. Відома як "Співочі тераси". Площа - 5 га. |
| Загальнозоологічний заказник Володимирівський | Володимирівське лісництво кв. 33             | Рішення Харківської обласної ради від 20.11.1997 року. | Місце поселення рідкісної фауни. Площа - 33 га. |
| Ботанічний заказник Осадьківський             | с. Осадьківка                                | Рішення Харківської обласної ради від 20.11.1997 року. | Балка, де зростають рідкісні та лікарські рослини, поселення корисних комах - запилювачів рослин. Площа - 290 га. |
| Ботанічний заказник Калинівський              | с. Калинове, Голубівка                       | Рішення Харківської обласної ради від 20.11.1997 року. | Ділянка з крейдяними реліктовими угрупованнями рослин, занесених до Червоної книги України. Площа - 38, 6 га. |
| Ботанічний заказник Федорівський              | с. Федорівка                                 | Рішення Харківської обласної ради від 20.11.1997 року. | Ділянка заболочених молодих вільхових лісів, які є рідкісними для області. Площа - 38 га. |
| Орнітологічний заказник Багаточернещинський   | с. Багата Чернещина, Малі Бучки              | Рішення Харківської обласної ради від 20.11.1997 року. | Унікальний водно-болотний і лучний орнітологічний комплекс в степовій зоні. Площа - 522,2 га. |
| Ботанічний заказник Безлюдівський             | смт. Безлюдівка                              | Рішення Харківської обласної ради від 20.11.1997 року. | Ділянка заплавних лук р. Уди з рідкісними видами рослин. Площа - 150 га. |
| Гідрологічний заказник Мерефянський           | м. Мерефа                                    | Рішення Харківської обласної ради від 20.11.1997 року. | Заплава р. Мож з болотами, старицями, комплексом водно-болотної і лучної рослинності та відповідним тваринним світом. Площа - 400 га. |

## Хмельницька область
| Назва та категорія                                   | Розташування | Рішення про резервування                                  | Опис |
| ---------------------------------------------------- | --- | --------------------------------------------------------- | --- |
| Ботанічний заказник Буковий                          | Старокостянтинівський держлісгосп, Сковородецьке лісництво кв. 14, вид. 17                                                 | Рішення Хмельницької обласної ради від 25.12.1992 р. № 7  | Площа - 3,1 га                                                                                                   |
| Лісовий заказник Вербецький                          | Летичівський лісгосп, Бохнянське лісництво ур. «Вербецька дача», кв. 5, 6, 15, 16, 17, 18                                  | Рішення Хмельницької обласної ради від 25.12.1992 р. № 7  | Масив, де зростають рідкісні і занесені до «Червоної книги України» рослини. Площа — 327 га.                     |
| Заказник Деражнянський                               | Південно-західна частина м. Деражня                                                                                        | Рішення Хмельницької обласної ради від 25.12.1992 р. № 7  | Заплавне болото, служить регулятором водного режиму р. Вовк. Площа — 112,8 га.                                   |
| Гідрологічна пам'ятка природи Джерело «Криничка»     | Заплава р. Скрипівка біля с. Титьків                                                                                       | Рішення Хмельницької обласної ради від 25.12.1992 р. № 7  | Джерело дзеркально чистої води, з яким пов'язані народні легенди. Площа — 0,2 га                                 |
| Ландшафтний заказник Джурджівський                   | Кв. 1-4 Новоушицького лісгоспу по р. Ушиці через с. Минківці                                                               | Рішення Хмельницької обласної ради від 25.12.1992 р. № 7  | Рідкісні рослини. Площа — 600 га.                                                                                |
| Ботанічна пам'ятка природи Запуст                    | Ліс (кв. 5 діл.5) біля с. Варварівка                                                                                       | Рішення Хмельницької обласної ради від 25.12.1992 р. № 7  | 80-річні дубові насадження. Площа — 38,3 га.                                                                     |
| Лісовий заказник Климентовецький                     | Шепетівський лісгосп (Климентовецьке лісництво, кв. 62)                                                                    | Рішення Хмельницької обласної ради від 25.12.1992 р. № 7  | Насадження дуба віком 130 років, ялини — 100 років. Площа — 18,5 га.                                             |
| Ботанічний заказник Маківський                       | Кам’янець-Подільський лісгосп, Маківське лісництво, кв. 30-43, 46                                                          | Рішення Хмельницької обласної ради від 25.12.1992 р. № 7  | Багатий флористичний склад. Площа — 350 га.                                                                      |
| Пам'ятка природи Озеро «Езерське»                    | Шепетівський лісгосп (Понінківське лісництво, кв. 20)                                                                      | Рішення Хмельницької обласної ради від 25.12.1992 р. № 7  | Мальовниче озеро серед змішаного лісу. Площа — 10 га.                                                            |
| Пам'ятка природи Озеро «Кругле»                      | Шепетівський лісгосп (Полонське лісництво, кв. 15, 45)                                                                     | Рішення Хмельницької обласної ради від 25.12.1992 р. № 7  | Мальовниче озеро місце гніздування багатьох водоплавних птахів. Площа — 11,5 га.                                 |
| Пам'ятка природи Озеро «Кругле»                      | Шепетівський лісгосп (Полонське лісництво, кв. 33, 50)                                                                     | Рішення Хмельницької обласної ради від 25.12.1992 р. № 7  | Лісове озеро на якому гніздяться багато птахів. Площа — 38 га.                                                   |
| Пам'ятка природи Озеро «Синичне»                     | Шепетівський лісгосп (Понінківське лісництво, кв. 21)                                                                      | Рішення Хмельницької обласної ради від 25.12.1992 р. № 7  | Мальовничий куточок з озером чистої води. Площа — 12 га.                                                         |
| Ландшафтний заказник Панівецький                     | Кам'янець-Подільський лісгосп Панівецьке лісництво між с. Шутнівці (кв. 37, 38), с. Сокіл (кв. 46-48), с. Устя (кв. 40-45) | Рішення Хмельницької обласної ради від 25.12.1992 р. № 7  | Мальовничий лісовий масив, де зростають рідкісні й занесені до «Червоної книги України» рослини. Площа — 695 га. |
| Загальнозоологічний заказник Почапинецький           | По р. Жванчик, біля с. Почапинці                                                                                           | Рішення Хмельницької обласної ради від 25.12.1992 р. № 7  | Місце гніздування білих лебедів, дикої водоплавної птиці, а також ондатри і видри. Площа — 10 га.                |
| Ботанічна пам'ятка природи Тадеушпіль                | На південний захід від с. Фадіївка                                                                                         | Рішення Хмельницької обласної ради від 25.12.1992 р. № 7  | Насадження дуба і липи 60—80 річного віку. Площа — 85 га.                                                        |
| Лісовий заказник Урочище «Фридрівці»                 | Кам’янець-Подільський лісгосп, Кадієвецьке лісництво, кв. 26—29, 32—34                                                     | Рішення Хмельницької обласної ради від 25.12.1992 р. № 7  | Мальовничий лісовий масив, де зростають рідкісні й занесені до «Червоної книги України» рослини. Площа — 415 га  |
| Ландшафтний заказник Ушицький                        | Каньйон р. Ушиці від с. Миньківці до с. Джуржівка                                                                          | Рішення Хмельницької обласної ради від 25.12.1992 р. № 7  | Мальовничі схили багаті рослинністю і тваринами. Площа — 400 га.                                                 |
| Лісовий заказник Яхнівський                          | Ліс близько с. Яхнівці Волочиського р-ну                                                                                   | Рішення Хмельницької обласної ради від 25.12.1992 р. № 7  | Насадження дуба віком 60 років. Площа — 62 га.                                                                   |
| Лісовий заказник Васьківчики                         | За 1,5 км від с. Васьківчики Красилівського району                                                                         | Рішення Хмельницької обласної ради від 01.11.1996 р. № 2  | Лісове урочище, яке виконує ґрунтозахисну роль. Площа — 49 га.                                                   |
| Лісовий заказник Заславський                         | На південній околиці смт Віньківці                                                                                         | Рішення Хмельницької обласної ради від 01.11.1996 р. № 2  | Заліснений схил над кар'єром. В насаджені переважають соснові породи. Площа — 17 га.                             |
| Ботанічний заказник Ковальова долина                 | 2,5 км на північний захід від с. Вільхівці                                                                                 | Рішення Хмельницької обласної ради від 01.11.1996 р. № 2  | Рідкісна степова рослинність. Площа — 6 га                                                                       |
| Орнітологічний заказник Мар'янівський                | смт Чорний Острів, заплава р. Південний Буг і Ушанець                                                                      | Рішення Хмельницької обласної ради від 01.11.1996 р. № 2  | Заболочена ділянка, де гніздяться лебідь-шипун, лунь болотний та велика кількість інших птахів. Площа — 3 га.    |
| Заповідне урочище Зеленецьке                         | На північ від с. Зелена | Рішення Хмельницької обласної ради від 25.12.1997 р. № 5  | Мальовнича місцевість з великим розмаїттям рослин. Виконує протиерозійні функції. Площа — 49 га.                 |
| Заповідне урочище Ледянське                          | Поблизу с. Ледянка | Рішення Хмельницької обласної ради від 25.12.1997 р. № 5  | Мальовнича місцевість з великим розмаїттям рослин. Виконує протиерозійні функції. Площа — 42 га.                 |
| Заповідне урочище Пашутинецьке                       | На південь від с. Пашутинці                                                                                                | Рішення Хмельницької обласної ради від 25.12.1997 р. № 5  | Мальовнича місцевість з великим розмаїттям рослин. Виконує протиерозійні функції. Площа — 7,4 га.                |
| Заповідне урочище Чернелівське                       | На північ від с. Чернелівка                                                                                                | Рішення Хмельницької обласної ради від 25.12.1997 р. № 5  | Мальовнича місцевість з великим розмаїттям рослин. Виконує протиерозійні функції. Площа — 61 га.                 |
| Парк-пам'ятка садово-паркового мистецтва Волочиський | В північній частині м. Волочиськ на березі р. Збруч                                                                        | Рішення Хмельницької обласної ради від 16.12.1998 р. № 13 | Молодий міський парк культури відпочинку населення. Площа — 41 га.                                               |
| Гідрологічний заказник Новоленський                  | На північ від с. Новоленськ на березі р. Південний Буг                                                                     | Рішення Хмельницької обласної ради від 16.12.1998 р. № 13 | Заболочена ділянка вздовж р. Південний Буг. Площа — 68 га.                                                       |
| Ботанічна пам'ятка природи Сільце                    | Славутський лісгосп, Кривинське лісництво, кв. 21                                                                          | Рішення Хмельницької обласної ради від 16.12.1998 р. № 13 | Значна за розмірами популяція лікоподієлли заплавної. Площа - 10 га.                                             |
| Орнітологічний заказник Іллятковецький               | Став на р. Іква. До ставу прилягає с. Іллятка (південно-західною стороною) та с. Нова Синявка (північно-східна сторона)    | Рішення Хмельницької обласної ради від 29.02.2000 р. № 10 | Тут гніздяться близько 10 рідкісних видів птахів. Площа — 109 га.                                                |